# Toryfikacja
Toryfikacja – proces, w którym biomasa jest podgrzewana do temperatury około 200–300 °C, pod ciśnieniem zbliżonym do atmosferycznego, bez dostępu tlenu. Proces nazywany jest również prażeniem, czy powolną lub łagodną pirolizą. Produktami toryfikacji jest biowęgiel, torgaz oraz kondensowalne substancje lotne, głównie woda i kwas octowy.